# Zapadnoadmiralitetski jezici
Zapadnoadmiralski jezici ogranak admiralitetskih jezika, šire oceanijske skupine, koja obuhvaća svega (3) jezika (jedan izumro) i oko 2.000 govornika, to su: kaniet†, seimat i wuvulu-aua. Govore se na Admiralskim otocima, Papua Nova Gvineja. 
Zajedno s istočnoadmiralitetskim jezicima čine admiralskootočnu jezičnu skupinu.

## Vanjske poveznice
- Ethnologue (14th)
- Ethnologue (15th)